# Luca Langoni
Luca Daniel Langoni (Gregorio de Laferrere, Buenos Aires; 9 de febrero de 2002) es un futbolista argentino que se desempeña como extremo y su equipo actual es el New England Revolution de la Major League Soccer.

## Biografía
Nació el 9 de febrero de 2002, en la ciudad de Gregorio de Laferrere, ubicada en la zona oeste del Gran Buenos Aires (Argentina).

## Trayectoria

### Boca Juniors
Sus inicios futbolísticos se produjeron en Boca Juniors cuando tenía apenas siete años de edad, transitó todas las categorías infantiles hasta pasar a las categorías inferiores y reserva.Langoni fue promovido a la reserva de Boca Juniors por sus buenas actuaciones en las divisiones inferiores. En 2022, firmó su primer contrato, que concluye en diciembre de 2026.
Finalmente, debutaría en el primer equipo el 20 de junio de 2022, en la cuarta fecha del Campeonato de Primera División, frente a Barracas Central, partido que terminó en victoria para el Xeneize. En la decimosexta fecha, contra Atlético Tucumán, marcó sus primeros dos tantos, los cuales le dieron la victoria a Boca. Marcaría nuevamente contra Colón (SF) y Godoy Cruz en las fechas 17° y 21°, dándole la victoria al equipo en ambos partidos. A finales de septiembre, por los cuartos de final de la Copa Argentina 2022, ingreso en el segundo tiempo y convirtió un tanto que le dio a Boca la victoria frente a Quilmes por 3-2.
El 11 de febrero de 2023, Langoni, volvió a convertir, esta vez en el marco del campeonato de Primera División 2023 en la derrota por 2:1 frente a Talleres de Córdoba. Allí también se consolido en su dupla con Miguel Merentiel, la cual daría frutos en la victoria frente a Platense por 3:1 en La Bombonera y posteriormente en la victoria frente a Vélez Sarsfield en Liniers por 2:1 con un gol de Langoni. También fue titular en la consagración de Boca frente a Patronato en la Supercopa Argentina, donde provocó un mano a mano tras gambetas pero no logró convertir. Sin embargo, allí ganó su segundo título con el club. El 1 de abril de ese año convirtió el segundo tanto de Boca en el encuentro frente a Barracas Central y se convirtió en el máximo goleador de Boca en el campeonato de Primera División 2023.Posterior a esto tuvo diversos desgarros que lo dejaron fuera de las canchas, consecutivamente fueron cinco, el último sufrido en agosto frente a Platense.
El 3 de marzo de 2024, Langoni volvió a participar de un gol, este fue asistiendo a Edinson Cavani para marcar el 3:1 frente a Belgrano de Córdoba.El 6 de abril de ese mismo año volvió al gol en Boca, fue el 2:0 frente a Newells Old Boys, con un remate rasante desde afuera del área. Fue figura del encuentro.

## Estadísticas

### Clubes
- Actualizado al último partido jugado el 16 de agosto de 2025.

| Club                                  | Div.                | Temporada           | Liga  | Liga  | Liga   | Copas nacionales | Copas nacionales | Copas nacionales | Copas internacionales | Copas internacionales | Copas internacionales | Total | Total | Total  | Media goleadora |
| Club                                  | Div.                | Temporada           | Part. | Goles | Asist. | Part.            | Goles            | Asist.           | Part.                 | Goles                 | Asist.                | Part. | Goles | Asist. | Media goleadora |
| ------------------------------------- | ------------------- | ------------------- | ----- | ----- | ------ | ---------------- | ---------------- | ---------------- | --------------------- | --------------------- | --------------------- | ----- | ----- | ------ | --------------- |
| C. A. Boca Juniors Argentina          | 1.ª                 |                     |       |       |        |                  |                  |                  |                       |                       |                       |       |       |        |                 |
| C. A. Boca Juniors Argentina          | 1.ª                 | 2022                | 18    | 6     | 1      | 3                | 1                | 0                | —                     | —                     | —                     | 21    | 7     | 1      | 0.33            |
| C. A. Boca Juniors Argentina          | 1.ª                 | 2023                | 12    | 3     | 1      | 9                | 0                | 0                | 3                     | 0                     | 0                     | 24    | 3     | 1      | 0.13            |
| C. A. Boca Juniors Argentina          | 1.ª                 | 2024                | 3     | 0     | 0      | 17               | 1                | 2                | 5                     | 0                     | 0                     | 25    | 1     | 2      | 0.04            |
| C. A. Boca Juniors Argentina          | Total club          | Total club          | 33    | 9     | 2      | 29               | 2                | 2                | 8                     | 0                     | 0                     | 70    | 11    | 4      | 0.16            |
| New England Revolution Estados Unidos | 1.ª                 |                     |       |       |        |                  |                  |                  |                       |                       |                       |       |       |        |                 |
| New England Revolution Estados Unidos | 1.ª                 | 2024                | 11    | 3     | 2      | —                | —                | —                | —                     | —                     | —                     | 11    | 3     | 2      | 0.27            |
| New England Revolution Estados Unidos | 1.ª                 | 2025                | 19    | 1     | 1      | 1                | 0                | 0                | —                     | —                     | —                     | 20    | 1     | 1      | 0               |
| New England Revolution Estados Unidos | Total club          | Total club          | 30    | 4     | 3      | 1                | 0                | 0                | 0                     | 0                     | 0                     | 31    | 4     | 3      | 0.18            |
| Total en su carrera                   | Total en su carrera | Total en su carrera | 63    | 13    | 5      | 30               | 2                | 2                | 8                     | 0                     | 0                     | 101   | 15    | 7      | 0.16            |
| 1. 2. 3.                              |                     |                     |       |       |        |                  |                  |                  |                       |                       |                       |       |       |        |                 |

## Palmarés

### Campeonatos nacionales
| Título              | Equipo       | País      | Año  |
| ------------------- | ------------ | --------- | ---- |
| Primera División    | Boca Juniors | Argentina | 2022 |
| Supercopa Argentina | Boca Juniors | Argentina | 2022 |